# P. L. Travers

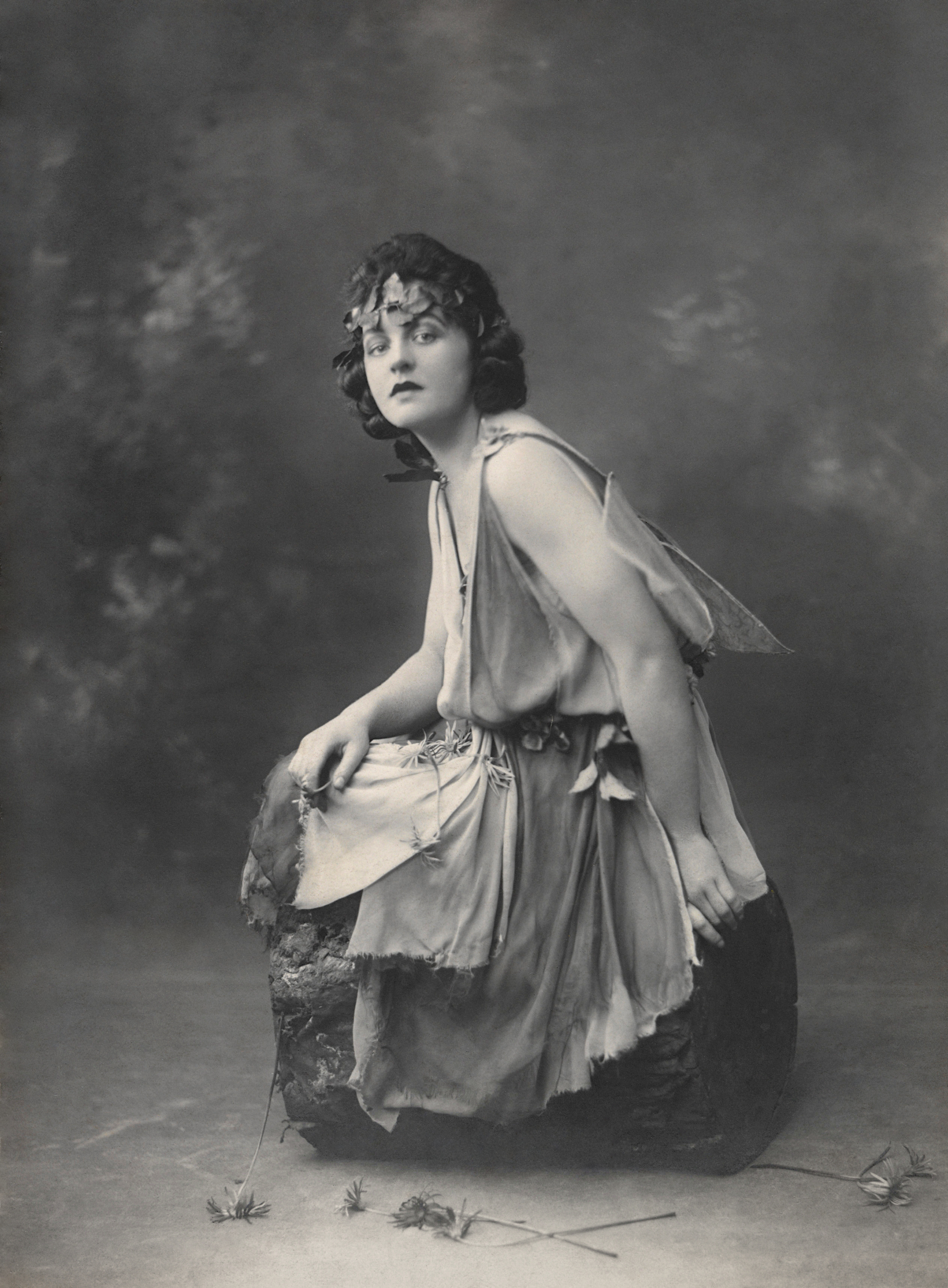
P. L. Travers (ca. 1924)

Pamela Lynwood Travers OBE (auch Pamela Lyndon Travers; * 9. August 1899 in Maryborough, Queensland, Australien; † 23. April 1996 in London; eigentlich Helen Lyndon Goff) war eine australisch-britische Schriftstellerin. Weltweite Bekanntheit erreichte sie durch ihre Kinderbücher um das magische Kindermädchen Mary Poppins und deren erfolgreiche Verfilmung.

## Leben
P. L. Travers wurde als Helen Lyndon Goff in Australien geboren; in der Literatur werden sowohl der 9. August 1899 als auch der 14. März 1906 als Geburtsdatum genannt. Ihr Vater Travers Goff war ein Büroangestellter aus London, der nach Australien ausgewandert war und dort eine Tochter aus reicher Familie geheiratet hatte.
Helen Goff war die älteste von drei Töchtern und wuchs in wohlhabender Umgebung auf, bis sie sieben Jahre alt war. Dann starb ihr Vater und ließ die Familie in Armut zurück. Mit siebzehn Jahren verließ sie ihre Familie, um als Schauspielerin zu arbeiten, nachdem sie Unterricht bei dem Schauspieler Lawrence Campbell genommen hatte. 1923 zog sie nach England, London, wo ihr Erster Wohnsitz in Camden – Stadtteil Bloomsbury war. Kurz darauf veröffentlichte sie erste Arbeiten unter dem Vornamen ihres Vaters und arbeitete als Tänzerin, Dichterin und Shakespeare-Darstellerin. Besondere Affinität hatte sie zur irischen Kultur und dem Dichter William Butler Yeats, auch weil ihr Vater ihr fälschlicherweise erzählt hatte, er sei irischer Herkunft. Später erzählte sie, sie sei mit lediglich zehn Pfund in England eingetroffen, lebte aber in Wirklichkeit in einem teuren Apartment, das ihr von reichen Verwandten finanziert wurde, gemeinsam mit ihrer Freundin Madge Burnand, mit der sie eine Liebesbeziehung gehabt haben soll. In jener Zeit kaufte sie auch ein Cottage in Sussex. 1940 adoptierte P. L. Travers ein sechs Monate altes Baby mit dem Namen  Camillus. Sie brachte den Jungen nach Sussex und schließlich in die Vereinigten Staaten. In dieser Zeit war Travers für das britische Informationsministerium tätig. Die Erfahrungen, die sie dabei machte, verarbeitete sie in dem Roman I Go By The Sea, I Go By Land (1941). Er handelt von britischen Kindern, die wegen der Luftangriffe auf London in die USA geschickt werden. Nach ihrer Rückkehr aus den USA wurde Travers eine Anhängerin des Esoterikers und Sektenführers des Vierten Wegs Georges I. Gurdjieff, den ihr Sohn „Vater“ nennen musste. Im Jahr 1977 ist P. L. Travers für ihr literarisches Wirken in den britischen Order of the British Empire im Range eines OBE (Officer of the Order of the British Empire) aufgenommen worden. Im Alter von fast 80 Jahren zog sie in London in den Stadtteil Chelsea, wo sie den Rest ihres Lebens verbrachte. Sie starb in ihrem 97. Lebensjahr an einem epileptischen Anfall. Ihre Asche ist bei der Kirche St. Mary's Church, Hendon und dort auf dem Feld  St. Mary's Churchyard, Hendon im Bezirk London Borough of Barnet verstreut worden. Laut ihrem Testament verfügte sie, dass der Ort geheim gehalten werden soll.

## Nachkommen
Erst im Alter von siebzehn Jahren erfuhr Camillus Travers (* 1939, sein Geburtsname war John Camillus Hone), dass er adoptiert war und noch einen Zwillingsbruder hatte. Die Kinder entstammten einer armen irischen Familie mit Namen Hone. Camillus und sein Zwillingsbruder, Antony Marlow Hone, sowie die weiteren Geschwister lebten damals noch bei den Großeltern. Insgesamt waren es sieben Kinder (fünf Söhne und zwei Töchter, darunter der ältere Bruder Joseph Hone (1937–2016), später ein Autor von Spionageromanen). Der Großvater bat Travers, beide Zwillinge aufzunehmen, doch ihr Astrologe empfahl, nur einen der beiden zu nehmen. 1956 stand dann sein 17-jähriger Zwillingsbruder vor der Wohnungstür von Camillus Travers. P. L. Travers versuchte, den Kontakt mit dem Bruder Antony zu unterbinden. Er solle den Vorfall vergessen und nie wieder Kontakt mit dem Bruder haben. Es kam zum Zerwürfnis zwischen dem Sohn und der Mutter. Er pflegte mit ihr mehrere Jahre keinen Kontakt mehr. Im Alter von fast 60 Jahren erzählte er einem Bekannten betreffend der Trennung von seinem Zwillingsbruder, dass er das Gefühl hatte, ein Teil von ihm selbst würde ihm fehlen. Obwohl beide Männer unter vollkommen verschiedenen Umständen aufwuchsen – der eine wohlhabend, der andere arm –, wurden beide Alkoholiker. Antony starb einsam im Jahre 2005 und wurde in Anwesenheit seines betrunkenen Bruders beerdigt, der auch die Beerdigung bezahlte. Camillus war mit der englischen Artdirectorin Frances Connell verheiratet, mit der er drei gemeinsame Kinder hatte: zwei Töchter, darunter die Buchautorin (Kochrezeptbücher für Speiseeis) und Speiseeisherstellerin Kitty Travers, und einen Sohn. Er starb im November 2011 mit 72 Jahren. Aus Angst, dass er sein Erbe vertrinken würde, vererbte ihm P. L. Travers ihr Geld als Treuhandvermögen, das später den Enkeln zugutekommen sollte.

## Werke
P. L. Travers’ bekanntestes Werk sind die Geschichten über das magische Kindermädchen Mary Poppins. Der erste Band erschien 1934 und war sogleich erfolgreich. Das Manuskript hat Travers in einem Cottage in Sussex geschrieben, wo sie sich gemeinsam mit ihrer Freundin Burnand zeitweilig aufhielt. 1935 und 1943 erschienen weitere Bände. Danach sollte nach dem Willen der Autorin Schluss sein. Sie ließ sich allerdings von den Bitten der Leser erweichen und schrieb weitere fünf Bücher über das magiebegabte Kindermädchen.

## Bibliografie
- Mary Poppins (Mary Poppins, 1934), Dressler Verlag, ISBN 3-7915-3577-3 oder 3-7915-3505-6
- Mary Poppins kommt wieder (Mary Poppins Comes Back, 1935), Dressler Verlag, ISBN 3-7915-3578-1 oder 3-7915-3511-0
- Mary Poppins öffnet die Tür (Mary Poppins Opens the Door, 1943), Dressler Verlag, ISBN 3-7915-3516-1
- Mary Poppins im Park (Mary Poppins in the Park, 1952), Dressler Verlag, ISBN 3-7915-3523-4
- Mary Poppins von A-Z (Mary Poppins from A to Z, 1962), Cecilie Dressler Verlag 1964
- Mary Poppins in the Kitchen, 1975
- Mary Poppins in Cherry Tree Lane, 1982
- Mary Poppins and the House Next Door, 1988

- I Go By The Sea, I Go By Land, 1941
- The Fox At the Manger, 1963
- In Search of the Hero: The Continuing Relevance of Myth and Fairy Tales, 1970
- Friend Monkey, 1971
- About The Sleeping Beauty, 1975
- Two Pairs of Shoes, 1980
- What the Bee Knows: Reflections on Myth, Symbol and Story, 1989

## Verfilmungen
Mit dem Mary-Poppins-Film von Walt Disney aus dem Jahr 1964, an dessen Drehbuchkonzeption Travers mitgewirkt hatte, war sie in weiten Teilen nicht einverstanden. Sie fand die Musik der Sherman-Brüder unpassend, das Kindermädchen nicht streng genug und die Umsetzung insgesamt zu süßlich. Am meisten missfielen ihr jedoch die Animationen. Nach der Premiere bat sie Walt Disney persönlich, die Animationen vor der Veröffentlichung des Films restlos zu entfernen, eine Bitte, die Disney ihr prompt ausschlug. Deswegen weigerte sie sich auch, die Filmrechte an einem der anderen Bände zu veräußern, obwohl Disney danach fragte. In den 1980er Jahren arbeitete P. L. Travers zusammen mit dem Autor Brian Sibley schließlich doch noch an einem zweiten Mary-Poppins-Film. Während dieser Zusammenarbeit sah sie zum ersten Mal seit der Premiere den Originalfilm von 1964. Schließlich scheiterten die Pläne für eine Fortsetzung während der Suche nach passenden Darstellern.
Der Film Saving Mr. Banks aus dem Jahr 2013 zeigt Travers’ Zusammenarbeit mit Disney für den Mary-Poppins-Film. Emma Thompson spielt Travers, und Walt Disney wird von Tom Hanks dargestellt.
2018 kam dann der Disney-Film Mary Poppins’ Rückkehr unter der Regie von Rob Marshall mit Emily Blunt in der Rolle der Mary Poppins in die Kinos.